# 秋田市立高清水小学校
秋田市立高清水小学校（あきたしりつ たかしみずしょうがっこう）は、秋田県秋田市将軍野南一丁目にある公立小学校。通称は「高小」（たかしょう）で、この学校では児童のことを「丘の子」と呼ぶ。
高清水の丘に位置し、菅江真澄が愛していた場所でもある。

## 概要
この学校の教育目標は、「心豊かで自ら学び続けるたくましい子どもの育成」で、目指す子ども像は、「高く清く輝く丘の子ら 温かい子、たくましい子、輝く子」である。
また、児童会は、4・5・6年生で成っている。

## 沿革
- 1878年 - 亀井学舎開校。
- 1882年 - 高清水小学校と改称。
- 1892年 - 寺内尋常小学校と改称。
- 1928年 - 高清水尋常高等小学校と改称。
- 1940年 - 秋田県師範学校代用付属小学校と改称。
- 1941年 - 秋田市立高清水国民学校と改称。
- 1947年 - 秋田市立高清水小学校と改称。
- 1955年 - 学区内の一部が秋田市立旭北小学校の学区となる。
- 1961年 - 学区内の一部が秋田市立土崎南小学校の学区となる。
- 1964年 - 特殊学級設置。
- 1989年 - ドイツ、パッサウ市インシュタット小学校と交流開始。翌1990年姉妹校として調印。
- 2004年 - 学校のイメージキャラクター、おかっぱを製作。

## 周辺施設
学校
- 聖霊女子短期大学
- 秋田県立秋田中央高等学校
- 秋田市立将軍野中学校
- 秋田市立高清水幼稚園

店
- イオン土崎港店

城
- 秋田城跡

神社
- 空素沼神社
- 古四王神社
- 秋田県護国神社
- 将軍野稲荷神社

## 著名な出身者
- 小倉智昭 (タレント)
- 三浦正行 (プロ野球選手)
- 元祖爆笑王
- 鈴木陽悦 (アナウンサー)
- 攝津正 (プロ野球選手)
- 土井さくら（バレーボール選手 - 日立リヴァーレ）
- 永沢たかし (お笑いコンビ、磁石)

## 歴代校長
- 鈴木壽